# Sułtan Asetuły
Sułtan Asetuły (kaz. Сұлтан Асетұлы; ur. 7 lipca 2001) – kazachski zapaśnik walczący w stylu klasycznym. Zajął dwunaste miejsce na mistrzostwach świata w 2021. 
Triumfator mistrzostw Azji w 2021; piąty w 2025. Mistrz świata U-23 w 2023 roku.